# 耿荣贵
耿荣贵，中华人民共和国政治人物、全国脱贫攻坚先进个人。

## 生平
耿荣贵任大姚县铁锁乡党委委员、纪委书记。因在脱贫攻坚战中作出突出贡献，2021年2月25日全国脱贫攻坚总结表彰大会上，耿荣贵被授予“全国脱贫攻坚先进个人”。